# Possessor de Tarentaise
« Possessor » redirige ici. Pour le film d'horreur de 2020 par Brandon Cronenberg, voir Possessor (film).
Possessor est considéré, par certains auteurs, comme un prélat de la fin du VIIIe siècle, tantôt désigné comme évêque, tantôt comme archevêque de Tarentaise, sans pour autant que les documents de la période ne le qualifie ainsi.
Il est parfois désigné comme saint — cependant pas chez Besson — sans que des sources pertinentes ne soient avancées.

## Biographie

### Évêque légendaire?
Possessor est mentionné dans la liste des évêques/archevêques de Tarentaise publié par Besson (1759), du 12e volume de l'encyclopédie Gallia Christiana (1770) ou plus récemment par Jacques Lovie (1979).
Cependant les auteurs de Saints et saintes de Savoie (1999) ne font que le mentionner comme évêque tout en soulignant que la documentation « n'indiquent jamais clairement qu'[il] fut évêque de Tarentaise ». De même, Étienne-Louis Borrel dans son étude des monuments anciens de la Tarentaise (1884), « On pense que c'est Possessor, 19me successeur de saint Jacques, qui fut le premier revêtu de la dignité d'archevêque ».
Ces nuances suivent en cela l'absence de sa mention par Louis Duchesne (1894, 1907), spécialiste de la période pour les provinces ecclésiastiques du Sud-Est de la France.

### Action épiscopale supposée
Possessor serait un évêque au cours de la période 775-800.
Possessor est considéré comme un prélat au service de l'empereur Charlemagne. L'historien local Jean-Paul Bergeri (2007) relève que ce rôle serait une preuve d'un certain pouvoir du prélat à cette époque.
La Gallia Christiana (1770) indique qu'il aurait été l'envoyé de l'empereur Charlemagne, en 775, auprès du pape Adrien Ier,,. Ce rôle lui aurait ainsi valu une certaine méfiance de la part du pontife.
Lovie (1979) indique qu'il est invité par « les Pères du concile de Francfort, en 794, à rencontrer le pape Léon III pour se faire confirmer la dignité de métropolitain qu'il semble s'être attribuée ». L'information était mentionnée également par l'archiviste paléographe Jacqueline Roubert (1961). Historiquement, entre 794 et 810, le diocèse de Tarentaise, alors suffragant de Vienne, est érigé en métropole (en),. Darantasia, l'actuel Moûtiers, devient ainsi le siège du nouvel archevêché.